# Ezio Blangero
Ezio Blangero (Torino, 22 maggio 1957) è un ex calciatore italiano, di ruolo centrocampista.

## Carriera
Cresciuto nelle giovanili del Torino, debutta in Serie B con il Monza nel 1977 giocando con i brianzoli cinque stagioni, di cui le prime quattro in Serie B, e totalizzando 76 presenze e 8 gol con i cadetti.
Dopo la retrocessione del Monza, continua a giocare in Serie C1 con le maglie di SPAL e Sanremese, dove si ferma per tre anni.
Termina la carriera nel Campionato Interregionale con la Pro Lissone nel 1990.
Lasciato il calcio si dedica alla professione di fisioterapista, nel 2010 consegue la laurea magistrale in Scienze delle Professioni Sanitarie della Riabilitazione.